# Otok (Bośnia i Hercegowina)
Otok – wieś w Bośni i Hercegowinie, w Federacji Bośni i Hercegowiny, w kantonie zachodniohercegowińskim, w mieście Ljubuški. W 2013 roku liczyła 590 mieszkańców, z czego większość stanowili Chorwaci.